# Villmanstrands järnvägsstation

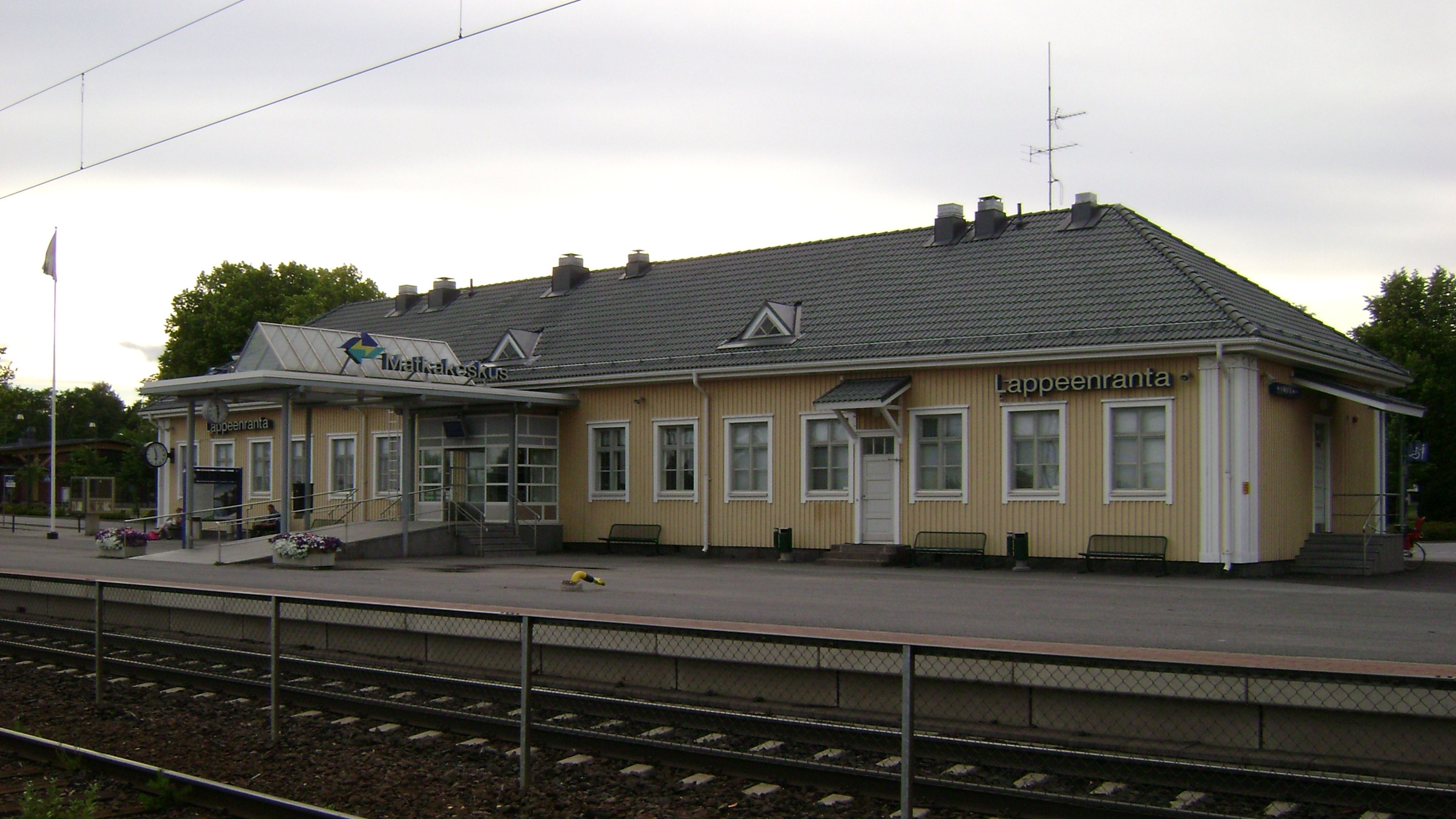
Villmanstrands järnvägsstation

Villmanstrands järnvägsstation är en järnvägsstation i den finländska staden Villmanstrand i Södra Karelen. Den ligger ca 1 km syd om stadscentrum.
Alla fjärrtåg mellan Helsingfors och Joensuu stannar i Villmanstrand.